# Gino Cassinis

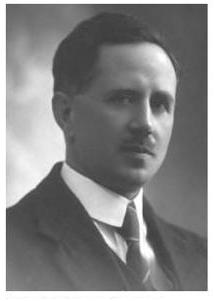
Gino Cassinis

Gino Cassinis (* 27. Januar 1885 in Mailand; † 13. Januar 1964 in Rom) war ein italienischer Mathematiker und Politiker.

## Leben
Er studierte in Rom. Im Jahre 1907 beendete er sein technisches Studium und fand Arbeit als Assistent von Vincenzo Reina (1862–1919). Bis 1924 unterrichtete er an der Ingenieurschule von Rom, und danach Geodäsie in Pisa. 1932 ging er zurück nach Mailand, wo er am Polytechnikum (Politecnico di Milano) unterrichtete und Präsident der technischen Fakultät wurde (von 1937 bis 1944).
Schon 1940 plante er die Errichtung eines Institutes für numerische Rechenmaschinen und zählt so zu den Pionieren der Informatik in Italien. Durch den Krieg wurden seine Pläne allerdings verzögert. Erst 1954 konnte er den Computer 102-A der amerikanischen Firma Computer Research Corporation, einer Tochterfirma der NCR Corporation, in Empfang nehmen.
Cassinis ging 1960 in Pension. Von 1961 bis zu seinem Tod war er als Mitglied der PSDI sowohl Bürgermeister von Mailand als auch Präsident der Accademia Nazionale dei Lincei. Er formulierte eine sogenannte Normalschwereformel, die 1930 auf einer Generalversammlung der IUGG in Stockholm international anerkannt wurde. Des Weiteren leistete er bedeutende Beiträge zur Entwicklung der Photogrammetrie in Italien.
Von 1934 bis 1938 war Cassinis Präsident der ISP (Internationale Gesellschaft für Photogrammetrie, heute ISPRS), von 1951 bis 1957 Vizepräsident der IAG und von 1940 bis 1964 Präsident der Italienischen Geodätischen Kommission.
Er repräsentierte Italien im Internationalen Komitee für Maß und Gewicht von 1946 bis 1960 als ein Nachfolger von Vito Volterra. Seit 1955 war er korrespondierendes Mitglied der Académie des sciences.
1999 stiftete die Italienische Gesellschaft für Geodäsie und Photogrammetrie zu seinen Ehren den Gino Cassinis Preis.